# 鸡骨礁
鸡骨礁，为一群礁。位于上海市崇明区长江口外，距吴淞口111公里，佘山岛东南30.6公里处。是上海市的最东端，也是上海市最早的岛屿。鸡骨礁主礁在群礁东侧，长26米，宽19米，面积500平方米，岸线长0.1公里，从东侧望去犹如一商船，海拔12.2米，上设有信号台，缺淡水，无居民。沿岸均陡壁，周围暗礁较多，浪大流急。船只不易靠岸，且难以攀登。

## 设施
1958年，海军东海舰队在鸡骨礁设立潮位站。

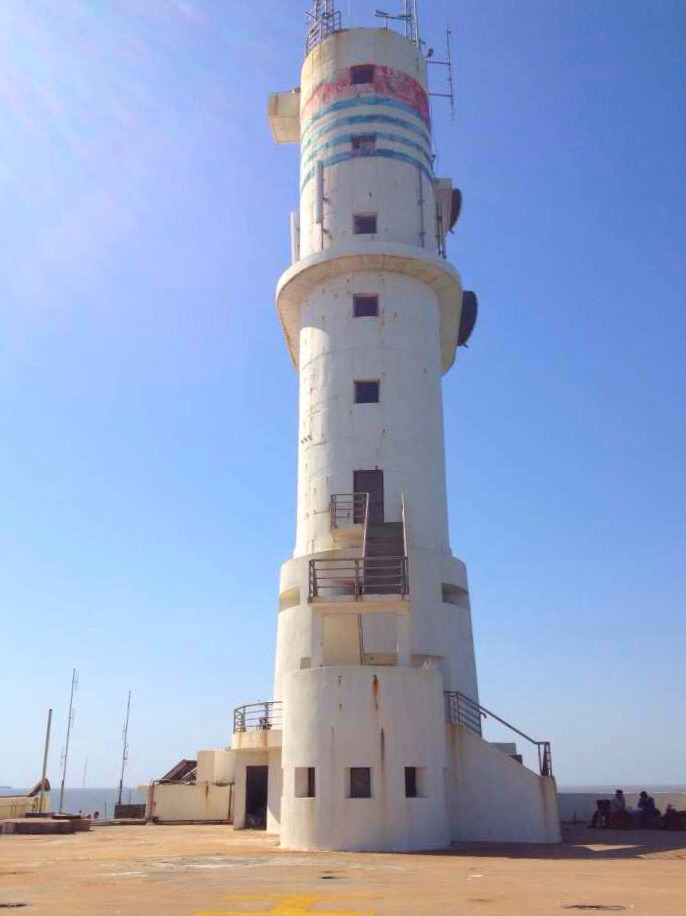
鸡骨礁灯塔

1971年，南京军区在鸡骨礁上建造一个榴弹炮阵地，在长62米宽42米的平台上，筑起七层楼高36米的军事要塞，一个建制为180人的榴弹炮加强连驻守于此。1980年代被废弃，榴弹炮连全部撤离。
1987年，上海港在无人看守的鸡骨礁灯桩（1987.2.7发光）设置了直升飞机停机坪，以便于维护保养。1993年，鸡骨礁灯桩遭到一伙犯罪分子破坏，并被盗走价值6000美元的进口航标灯器。
1996年，上海海事局在鸡骨礁上设置了无人看守的灯塔。
2004年，上海海事局耗资4100万元人民币将鸡骨礁改建为民用VTS雷达站，以原七层楼高36米的军事要塞为塔基，塔基上面为高20米的塔楼，安装有两部雷达，一大一小两只航标灯，其中小的航标灯作为备用，另有两组太阳能光板。同年还建成鸡骨礁水位站。
2009年，上海吴淞海事处在鸡骨礁安装了VHF-DF设备。